# Tarare (machine)
Pour les articles homonymes, voir Tarare.

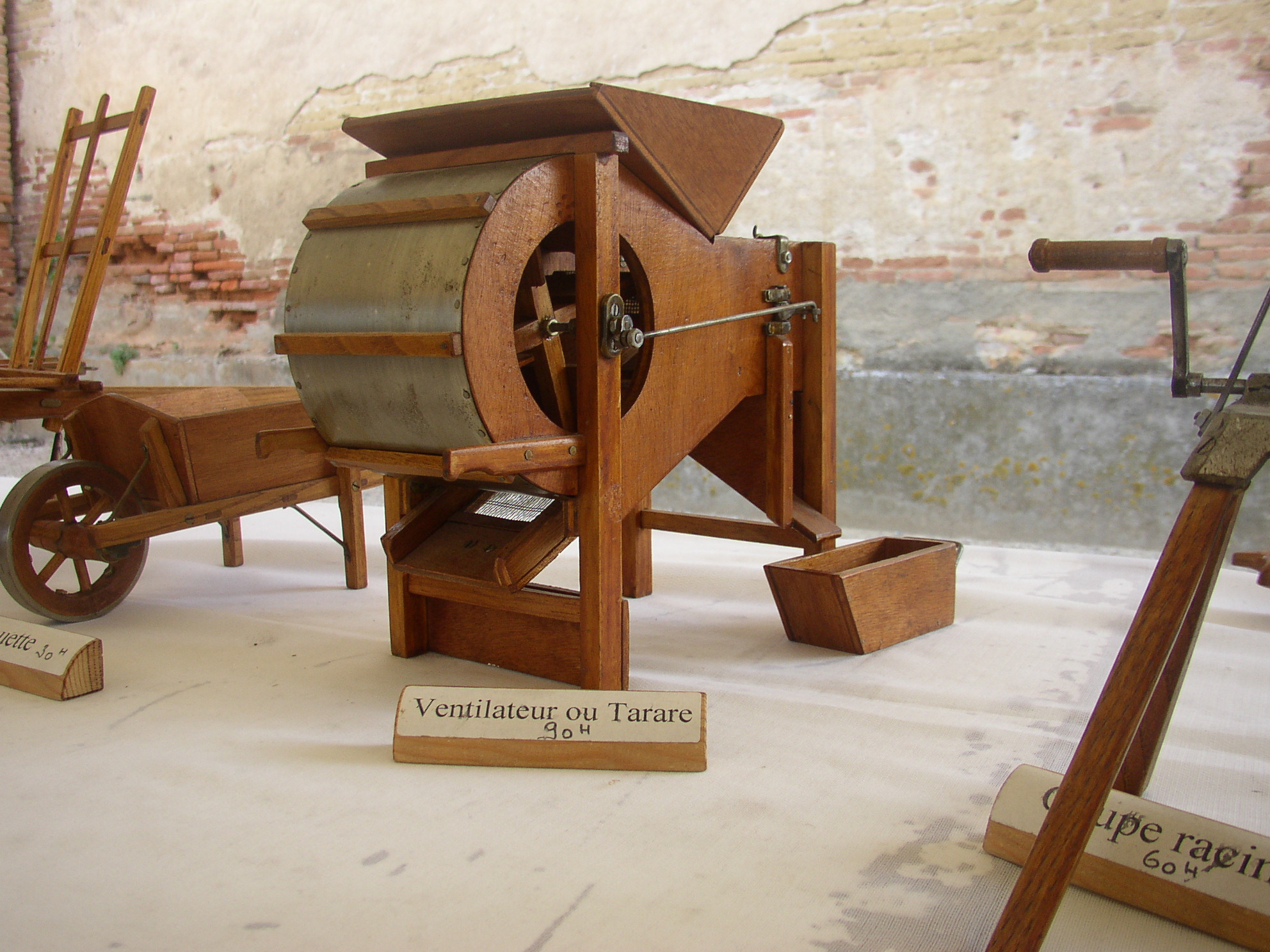
Un tarare.

Schéma montrant le fonctionnement d'un tarare.

Le tarare, aussi appelé diable volant, vanneuse , traquinet, vannoir ou ventoir, est une machine utilisée lors du vannage. Il permet de remplacer le vannage manuel qui se faisait par jour de grand vent avec un van en jetant en l'air les grains pour les séparer des impuretés (balle). Le tarare tire très probablement son nom du radical onomatopéique « tar », lequel « évoque un bruit fort et prolongé, cette machine étant ainsi appelée à cause du bruit qu'elle fait ».
Apparu au début du XVIIe siècle aux Pays-Bas, il est constitué d'un ventilateur et de grilles, le tout étant actionné par une manivelle, ou parfois un moteur.
Avec les progrès de la mécanisation, le tarare fut intégré dans la batteuse. La séparation du grain des multiples indésirables (poussières, mauvaises graines, balle…) était une première étape. Pour l'utilisation en semences de ces graines, il fallait les trier avec des grilles vibrantes (des cribles) et des alvéoles rotatives. Le calibrage des graines de céréale par le trieur fut, pour le monde agricole, une étape du progrès dans les rendements : c'était un début de sélection massale.
En France, elles étaient encore utilisées dans les années 50 et en 2020 beaucoup vieillissent encore dans les greniers et quelques-unes sont exposées avec plus ou moins de soin devant certaines fermes, disparaissant avec les derniers témoins les ayant utilisées ou vues fonctionner. Elles sont encore activées lors de fêtes des moissons dans toute la France (Montlhéry : fête du haricot, Saint Antonin-Noble-Val : fête des moissons) à côté des dangereuses batteuses à courroie qui ont résisté elles aussi jusqu'aux années 50. Celles-ci faisaient l'objet de corvée rassemblant des fermiers voisins en nombre suffisant pour servir la machine, tandis que la vanneuse avait un usage réduit à une ferme, et vers la fin de la période, des fermes de petite taille dans des régions de polyculture (bocage normand par exemple).
Au Japon, l'arrivée de cribles fixes ( égreneuse ou "assassins de veuves", ère Genroku) puis de vanneuses a posé un problème de société : le vannage du riz était réservé aux femmes seules (veuves et files mères) qui se virent privée d'un revenu essentiel.

## Evolution
Les tarares ont été progressivement abandonnés et remplacés par diverses machines plus performantes pour le triage dans les stations de semences : pré nettoyeur, nettoyeurs séparateurs, trieurs alvéolaires, tables densimétriques, trieurs optiques,...
Dans les batteuses devenues moissonneuses batteuse, le criblage s'est vu fortement amélioré mais surtout les filtres à poussière, même si le moissonnage et la chute de la paille (hors bottelage) continue de générer des poussières.